# Peder Horrebow (Astronom, 1679)

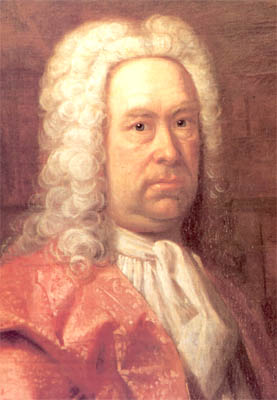
Peder Nielsen Horrebow

Peder Nielsen Horrebow (* 14. Mai 1679 in Løgstør, Jütland; † 15. April 1764 in Kopenhagen) war ein dänischer Arzt und Astronom.

## Leben
Peder Nielsen Horrebow wurde am 14. Mai 1679 in Løgstør als Sohn eines armen Fischers geboren. Seine erste schulische Ausbildung erhielt er erst im Alter von 17 Jahren. 1703 immatrikulierte er sich an der Universität Kopenhagen, wo er kurz darauf Assistent bei Ole Rømer wurde. Er bezog Quartier in Rømers Haus und erlangte umfassende Kenntnisse von dessen astronomischer Arbeitsweise.
Aufgrund finanzieller Probleme kehrte er 1707 in seine jütländische Heimat zurück, um eine Stelle als Lehrer anzunehmen. Erst 1711 kehrte er nach Kopenhagen zurück, wo er zunächst als Zollbeamter tätig war. Im gleichen Jahr heiratete er Anne Margrethe Rossing, mit der er 20 Kinder zeugte, von denen 13 überlebten.
Horrebow wurde 1714 Professor für Astronomie an der Universität Kopenhagen und Direktor des Observatoriums der Universität. Seinen Magistertitel erhielt er jedoch erst 1716 und 1725 folgte ein Doktorgrad in Medizin. Um seine umfangreiche Nachkommenschaft ernähren zu können, praktizierte er auch regelmäßig als Arzt.
Beim Stadtbrand von Kopenhagen im Jahr 1728 wurde nicht nur das Observatorium zerstört, sondern auch alle schriftlichen Aufzeichnungen Rømers und Horrebows. Das Observatorium konnte erst 1741 wieder den Betrieb aufnehmen; Horrebow war danach jedoch nicht mehr selbst als beobachtender Astronom tätig.
Er war Mitglied der Königlich Dänischen Akademie der Wissenschaften in Kopenhagen und der Académie des sciences in Paris. 1746 wurde er als auswärtiges Mitglied in die Königlich Preußische Sozietät der Wissenschaften aufgenommen.
Zwei seiner Söhne, Christian Pedersen Horrebow (1718–1776) und Peder Horrebow (1728–1812), waren ebenfalls Astronomen. Als Horrebow 1753 erkrankte und seinen beruflichen Verpflichtungen nicht mehr nachkommen konnte, übernahm Christian Pedersen Horrebow sein Amt.
Peder Nielsen Horrebow verstarb am 15. April 1764 in Kopenhagen.

## Werk
Horrebow entwickelte eine Präzisionsmethode der Astronomie und Geodäsie zur Bestimmung der Polhöhe, die sogenannte Horrebow-Talcott-Methode. Diese wurde 1833 von Andrew Talcott wiederentdeckt. Die Entwicklung der Methode wurde ursprünglich Rømer zugeschrieben und erst 1894 als von Horrebow stammend erkannt.
Er war zeit seines Lebens ein Anhänger der Wirbeltheorie nach René Descartes. Das Newtonsche Gravitationsgesetz lehnte er hingegen als „absurd“ ab.

### Schriften (Auswahl)
Johann Heinrich von Mädler merkt in seiner „Geschichte der Himmelskunde“ zu Horrebow an: „er schrieb 20 astronomische Bände und hatte 20 Kinder“ (Johann Heinrich von Mädler: Geschichte der Himmelskunde: Band 1). Zu seinen bedeutendsten Schriften zählen:
- Copernicus Triumphans, sive de parallaxi orbis annui tractatus epistolaris. Selbstverlag, Kopenhagen 1727 (Digitalisat).
- Clavis astronomiae sive astronomiae pars physica. Loss, Kopenhagen 1730 (Digitalisat).
- Atrium astronomiae, sive de inveniendis refractionibus, obliquitate eclipticae, atque elevatione poli tractatus, cui subjungitur schediasma de arte interpolandi ante annum seorsum editum Loss, Kopenhagen 1732 (Digitalisat).
- Basis astronomiae sive astronomiae pars mechanica in qua describuntur observatoria, atque instrumenta astronomica Roemeriana Danica; simulque eorundem usus, sive methodi observandi Roemerianae … Paull. Kopenhagen 1735 (Digitalisat).

## Dedikationsnamen
Der Mondkrater Horrebow ist nach ihm benannt.